# Strada statale 537 di Ghilarza
La strada statale 537 di Ghilarza (SS 537) è una strada statale italiana, il cui percorso collega il centro abitato di Orotelli con la maggiore viabilità sarda.

## Percorso
La strada ha inizio staccandosi dalla strada statale 129 Trasversale Sarda all'altezza di Marta Cantoniera e proseguendo verso sud raggiunge la località di Massingiua e quella di Orotelli. La strada prosegue quindi verso sud-ovest, innestandosi sulla SP 21 e sulla SP 39, non lontano dallo svincolo della strada statale 131 Diramazione Centrale Nuorese di Orotelli.
Il tracciato originario era lungo km 43,700 e proseguiva in direzione di Ottana, Sedilo e Ghilarza, da cui derivava il nome stesso, fino all'innesto con la strada statale 131 Carlo Felice. Con D.M. 24/06/1972 - G.U. 268 del 13/10/1972 il tratto dal km 9,500 al km 43,700 venne declassificato a strada provinciale, in seguito alla costruzione della strada statale 131 Diramazione Centrale Nuorese.